# Spyrídon Vasdékis
Spyrídon « Spýros » Vasdékis (grec moderne : Σπυρίδων "Σπύρος" Βασδέκης), né le 23 janvier 1970 à Volos, est un athlète grec, spécialiste du saut en longueur.

## Biographie
Il remporte le concours de la longueur aux Jeux méditerranéens de 1993 en Languedoc-Roussillon (France).
Il se classe troisième des Championnats d'Europe en salle de 1996, à Stockholm, derrière le Suédois Mattias Sunneborn et le Roumain Bogdan Țăruș.
Son record personnel, établi en salle le 22 février 1997, est de 8,10 m.

### Palmarès
| Date | Compétition                    | Lieu      | Résultat | Marque |
| ---- | ------------------------------ | --------- | -------- | ------ |
| 1996 | Championnats d'Europe en salle | Stockholm | 3e       | 8,03 m |
| 1997 | Championnats du monde en salle | Paris     | 8e       | 7,99 m |

### Records
| Épreuve          | Épreuve   | Performance | Lieu      | Date            |
| ---------------- | --------- | ----------- | --------- | --------------- |
| Saut en longueur | Plein air | 7,99 m      | Stuttgart | 19 août 1993    |
| Saut en longueur | Salle     | 8,10 m      | Le Pirée  | 22 février 1997 |